# أوموري (لعبة فيديو)
أوموري هي لعبة تقمص أدوار طورها استوديو اوموكات في عام 2020 في، في اللعبة، يتحكم اللاعب بصبي هيكيكوموري يدعى سوني وشخصيته البديلة لعالم أحلامه اوموري. في عالم أحلامه السريالية تبدأ المغامرة لاستكشاف هذا العالم مع العالم الحقيقي للتغلب على مخاوفه السرية. تفاعله يعتمد على الخيارات التي يتخذها اللاعب في اللعبة التي تؤدي إلى نهاية واحدة من عدة نهايات في اللعبة. تتضمن اللعبة استراتيجية تناوب الأدوار القائم على أدوار الشخصيات والذي يؤثر على الحالات المزاجية للشخصيات. تتميز اللعبة بمفاهيم مثل القلق، والاكتئاب، الصدمات النفسية، وتحتوي على عنصر الرعب النفسي.
تعتمد اللعبة على سلسلة الويب كوميك للمخرج Omori (ひきこもり hikikomori) . بعد حملة كيك ستارتر الناجحة، واجهت اللعبة بعض مشاكل أثرت في تقدمها مثل صعوبات التطوير. لكن أصدرت أخيراً لنظامي التشغيل ويندوز وماك أو إس في ديسمبر 2020، بعد ست سنوات من التمويل. أعلنوا فيما بعد عن خطط لترجمات يابانية وإضافتها لنينتندو سويتش وبلي ستيشن 4 واكس يوكس 1. أشاد النقاد بـ أوموري وأمتدحوا رسوماتها وعناصرها السردية والموسيقى التصويرية وتصوير القلق والاكتئاب. وتقارن اللعبة بشكل إيجابي مع ألعاب مثل ايرث باوند ويوم نيكي. رشحت أوموري للعديد من الجوائز، وفازت بدريم هاك في عام 2021.

## أسلوب اللعب
طريقة اللعب في اوموري مستوحاة من ألعاب لعب الأدوار اليابانية التقليدية. يتحكم اللاعب في أربعة شخصيات: اوموري واوبري وكيل وهيرو. يمتلك كل واحد منهم مميزاته الخاصة وخواصه الفريدة الذي يستخدمها بواسطة اللاعب للهروب عالم ما بعد الموت.
يتم لعب جزء العالم الآخر من منظور من أعلى إلى أسفل تحتوي اللعبة على مهام وألغاز جانبية تمنح اللاعب مكافئات ومهارت متعددة في حال اكمالها. يمكن الحصول على الأسلحة والعناصر المفيدة طوال اللعبة، ويمكن شراء بعضها باستخدام عملة اللعبة Clams.
تلعب المعارك على وفق نظام قائم على الأدوار حيث يؤدي كل عضو في المجموعة حركة خاصة به. بعد أن يكتمل الهجوم، يمكن لأعضاء المجموعة التعاون لتنفيذ هجمة «الملاحقة». اشخصيات واعداء اللعبة لديهم أرواح تمثل نقاط الحياة؛ عندما يتناقص نتيجة لحدوث ضرر ويصل للصفر تموت الشخصية أو الشرير لتتحول إلى خبز محمص. يستخدم مقياس العصير لأداء المهارات والقدرات الخاصة التي تساعد في المعركة.
على عكس معظم ألعاب الأدوار، تستند تأثيرات الرتب على نظام عاطفي ثلاثي النقاط. حيث يمكن يتغير مزاج أو مشاعر الشخصيات من أعضاء الفريق أو الأعداء طوال فترة اللعب، وغالباً ما يكون ذلك بسبب خطوات أو تحركات الأعداء أو أعضاء الفريق. التعادل هو خط الأساس وليس له أي تأثير، الغضب يؤثر من خلال زيادة الهجوم لكنه يقلل من الدفاع، والحزن يزيد من الدفاع ولكنه يخفض السرعة، والفرح يزيد السرعة ولكنه يقلل الدقة. المشاعر إما قوية أو ضعيفة ضد بعضها البعض - السعادة تضرب الغضب، الغضب يضرب الحزن، الحزن يضرب السعادة وهكذا مثل مبدأ لعبة حجرة ورقة مقص. بالإضافة إلى ذلك، توجد أيضًا أشكال متغيرة عالية الكثافة لكل عاطفة.

## الحبكة
تستيقظ الشخصية الرئيسية المميزة، أوموري، في «الفضاء الأبيض»، وهي غرفة بيضاء صغيرة عاش فيها «للمدة التي يستطيع [هو] أن يتذكرها» ويتجول من خلال اللاعب في هذا العالم ليجد اشياء عديدة مثل دفتر رسومات يحتوي على رسومات غريبة وسكينة موجودة في منطقة فراغ تقوم الشخصية بأخذها. ليدخل بعدها إلى عالم Headspace الذي قد يعطي شعور نابض بالحياة بألوانه المبهجة والمبهرجة، وهنالك حيث توجد أخته الكبرى ماري التي تتوجه له بعدما كانت برفقة أصدقاءهم الأربعة، اوبري، كيل، هيرو وباسيل. ليبحثون في ذكرياتهم المشتركة من خلال ألبوم صور باسيل ليقرروا زيارة منزله، مع بقاء ماري في الخلف. تبدأ مشاجرات طويلة على طول الطريق بينكيل واوبري مما يؤدي لإفلات البوم الصور. عندما يصل الأطفال، يصادف باسيل صورة غير مألوفة من الألبوم ويصاب بالذعر. ويتمّ نقل أوموري فجأة إلى الفضاء الأبيض وحده. يطعن نفسه بسكينه، ليظهر بعدها أن الأحداث السابقة هي أحلام الصبي المراهق، سوني.
يستيقظ ساني في سريره، يكتشف اللاعب أن ساني سينتقل في غضون ثلاثة أيام. ينزل إلى الطابق السفلي لتناول وجبة خفيفة في منتصف الليل، لكنه يواجه هلوسة كابوسية ترمز إلى خوفه من المرتفعات. إنه قادر على تبديدها بأخذ أنفاس عميقة والعودة إلى الفراش. ليعود مرة أخرى في الفضاء الأبيض، يجتمع أوموري مجددًا مع أوبري، كيل، وهيرو. اكتشفوا أن بيسال قد اختفى وشرعوا في إنقاذه. يستكشف الأربعة مناطق مختلفة من HEADSPACE بحثاً عن بيسال، وبمساعدة ماهويلري على طول الطريق. تنحرف المجموعة باستمرار عن بحثها بسبب المواقف المختلفة، لتتلاشى ذكرياتهم عن باسيل شيئاً فشيئاً.
في هذه الأثناء، في العالم الواقعي «عالم اليقظة»، قامت ماري بالانتحار قبل أربع سنوات، مما أدى إلى تفرق مجموعة الأصدقاء. على الرغم من أن كيل وهيرو تمكنا من مواجهة الامر بدرجة محدودة، إلا أن سوني أصبح معزولاً، وغادر اوبري بعد أن شعر بخيانة من المجموعة لظهورهم بشكل لا مبالي مع موت ماري، وأصبح باسيل عصبيًا ومذعوراً.
يقرع كيل على باب سوني محاولاً إعادة سوني للتواصل معهم مرة اخيرة. تظهر خيارت الاحتمالات المتعددة هنا حيث يمكن للاعب إما تجاهل كيل أو الرد على الباب: إذا اختاروا الأول، سيبقى سوني في الداخل للأيام الثلاثة المتبقية، ويغمر نفسه في الأعمال المنزلية وأحلامه.
إذا تم اختيار الرد على الباب، سيخرج سوني وكيل بحثاً على أوبري وأصدقائها الجدد الذين يتنمرون على باسيل. يكتشف الاثنان أنها سرقت «ظاهرياً» ألبوم صور باسيل «الواقعي»، لتمنعه من تخريبه. بعد مشاجرة أوبري مرة أخرى قاموا باسترداد الألبوم وإعادته إلى باسيل، على الرغم من فقدان بعض الصور. ليعير الالبوم لسوني لمعرفته أنه يحتاجه أكثر. أثناء تناول العشاء معًا، يذعر باسيل عندما يعلم بمغادرة صني الوشيكة ويندفع إلى الحمام. ليلحقه سوني ويجده في خضم نوبة هلوسة تشبه نوبة ذعره، لكنه يرفض المساعدة على الرغم من حزنه. في اليوم التالي، يجد كيل وسوني عصابة اوبري تحيط بباسيل في مكان الاستراحة القديم؛ بعد مواجهتها، دفعت باسيل إلى البحيرة بسبب الإحباط. يغوص سوني لإنقاذ باسيل على الرغم من عدم قدرته على السباحة، ويتم إنقاذ الاثنين من الغرق بوصول هيرو. في فراغ، يعود أوموري وأصدقاؤه إلى منزل «باسيل» الذي تهدم الآن. يقفز أوموري من خلال ثقب في الأرض إلى «الفضاء الأسود» الأكثر إثارة للقلق. يظهر باسيل بداخله عدة مرات، يحاول مرارًا وتكرارًا التحدث معه عن شيء ما قبل أن يموت بشكل مروّع. في الغرفة الأخيرة، قتل أوموري باسيل ووضع نفسه على قمة عرش من الأيدي الحمراء الضخمة.
في اليوم الأخير قبل رحيل سوني، يتصالح الآخرون مع أوبري ويعيدون الصور المفقودة. بعد أن يتصالحوا مع وفاة ماري، قرروا قضاء ليلتهم الأخيرة معًا في منزل باسيل، على الرغم من رفضه مغادرة غرفته. أثناء نومه، يواجه سوني الحقيقة في أحلامه: في جدال قبل حفلهم، هو من دفع ماري بطريق الخطأ إلى أسفل سلمهم، مما أسفر عن مقتلها. في محاولة إنكار أن سوني فعل ذلك، ساعده باسيل في تعديل أحداث موتها على أنه انتحار من خلال شنق جثتها. أثناء مغادرتهم، ألقوا نظرة على جسد ماري ورأوا عينًا مفتوحة تحدق، مما أدى لهلوساتهم الحالية. بينما كان الشعور بالذنب وكراهية الذات مسيطراً على لباسيل، اكتئاب صني الانتحاري جعله يفقد ذاكرته عنها ليخلق Headspace وشخصية أحلامه أوموري لتغطية صدمته. لإخفاء الحقيقة، يقوم اوموري بإعادة تعيين Headspace في كل مرة تهرب فيها ذكريات الحادث من الفضاء المظلم. ثم يستيقظ سوني في منتصف الليل، ويُترك للاعب خيار مواجهة باسيل أو العودة للنوم.

### النهايات
إذا اختار اللاعب مواجهة باسيل، فإن الأخير يعطي ترحيباً حاراً لسوني في غرفته. وليفقد أعصابه بعدها بقليل بسبب غياب سوني في وفاة ماري، ويدخل الصبيان في حالة من الوهم ويبدآن القتال. بعدها يطعن باسيل سوني بمقص حديقته، ويغمى عليهما. أثناء فقدانهما الوعي، يتذكر سوني طفولته مع أصدقائه وماري، مما يمنحه القوة لمواجهة أوموري. يرفض أوموري الموت، ويهزم سوني، لتظهر game over أمام اللاعب.
- إذا اختار اللاعب المحاولة مرة أخرى، يستيقظ سوني ويؤدي مع ماري لأجل حفلهم، ويحتضنه أوموري قبل أن يختفي. في العالم الحقيقي، يستيقظ سوني في المستشفى. يثم توجه إلى غرفة باسيل ويقابل أصدقاءه بالداخل، ويتوضح أن سوني يخبرهم الحقيقة بشأن وفاة ماري. بالإضافة إلى ذلك، إذا كان اللاعب يسقي حديقة باسيل يوميًا في Headspace، فسوف يصور مشهد ما بعد الاعتمادات باسيل وهو يستيقظ على مشهد سوني في المستشفى. يبتسم الاثنان لبعضهما البعض وتختفي هلاوسهما.
- إذا اختار اللاعب عدم الاستمرار، تختفي سوني بدلاً من أوموري. بعد الاستيقاظ في المستشفى، ينتحر بالقفز من الشرفة.

بدلاً من ذلك، إذا تجاهل اللاعب باسيل في اليوم الأخير، سيستيقظ سوني وأصدقاؤه ليكتشفوا أن باسيل قد انتحر. اعتمادًا على اختيار اللاعب، يمكن لـ سوني إما أن يقتل نفسه بسكينه أو يبتعد مع استمراره بشعوره بذنبه بلا خيار لتُسَمع صافرات المستشفى تصفر من بعيد.
اما إذا اختار اللاعب من البداية البقاء في الداخل وتجنب كيل، فلن يتوفر سوى نوع مختلف من هذه النهاية.

## تطوير
صورت أوموري على مدار ست سنوات ونصف، من إخراج فنان باسم مستعار اوكاموتو اعتمد على Omori (ひきこもり hikikomori)، مدونة على تمبلر أنشائها اوكاموتو لـ «مساعدة من [هم] بحاجة للتعامل مع مشاكلهم أثناء جزء محير من حياتهم». خطط في البداية أن تكون أوموري رواية مصورة، وقاموا بتحويلها في المنتصف إلى لعبة فيديو لتمكين الجمهور من اختيار قرارات القصة. بالنسبة لمحرك اللعبة، تم اختيار ار بي جي ميكر، حيث رأوا أنه من المهم دعم منصة ومجتمع يمكن الوصول إليها.
أطلقت حملة كيك ستارتز في عام 2014، وحصلت على تمويل ناجح خلال يوم واحد. ومع تاريخ الإصدار الأولي المتوقع في مايو 2015 وعد بإضافتها إلى نينتندو 3دي أس، لكنه لم يحصل في النهاية بسبب توقف وحدة التحكم؛ لذلك عُرض على المؤيدين منفذ نينتندو سويتش كبديل له. للمساعدة في إنشاء اللعبة، استأجر اوموكات العديد من أعضاء الفريق الإضافيين، بما في ذلك أحد خبراء ار بي جي ميكر، ولكنه لا يزال يهدف للحفاظ على حجم الفريق صغيرًا. في البداية، وظفوا أصدقائهم الموسيقيين صديق الفضاء وفتيات الوحل  للمساعدة في الموسيقى التصويرية؛ وبعد أن ألهمهم بو إن إلى فكرة المقطوعات الموسيقية المخفية، اتصلوا بهم أيضًا.
مع استمرار في تطوير أوموري، احتاج الفريق إلى تغيير نسختهم من محرك ار بي جي ميكر، ليستغلوا هذه الفرصة لتحسين أسلوب اللعبة المرئي وقصتها وأسلوب اللعب الخاص بها. بعد نفاذ أموال التمويل الجماعي، اعتمدوا على مبيعات البضائع لمواصلة التطوير. ليتم تأجيل اللعبة إلى عام 2019 وأوائل عام 2020، لتفقد كلا الهدفين مرة أخرى.
لاحقاً في عام 2020، أصدِرت أوموري بشكل كامل في 25 ديسمبر. أصدرت في البداية على مايكروسوفت ويندوز وماك أو إس. أعلن خلال عرض نينتندو دايركت في ديسمبر عام 2021 أن إصدار نينتندو سويتش سيصدر في ربيع عام 2022. تم التخطيط مبدئيًا للإصدار لـ نينتندو سويتش في 17 يونيو 2022، ولكن أجل إلى أوائل يوليو. لم يعلن عن تواريخ إصدار بلاي ستيشن 4 واكس بوكس 1 بعد.

## استقبال
| استقبال |        |
| --- | ------ |
| مجموع النقاط المجموع نقاط ميتاكريتيك 87/100 [ 20 ] نتائج المراجعة نشرة نقاط دستركتويد 8.5 [ 21 ] بي سي غيمر (الولايات المتحدة) 80/100 [ 22 ] |        |
| مجموع النقاط |        |
| المجموع | نقاط   |
| ميتاكريتيك | 87/100 |
| نتائج المراجعة |        |
| نشرة | نقاط   |
| دستركتويد | 8.5    |
| بي سي غيمر (الولايات المتحدة) | 80/100 |

تلقت أوموري مراجعات إيجابية بشكل عام، حيث حصل الإصدار الخاص بالكمبيوتر على مجموع 87 من أصل 100 في موقع ميتاكريتيك. أشادت أحد مراجعات بي سي غيمر «رايتشل واتس»، على أسلوب اللعبة القتالي قائلةً: «إن اللعبة تتمتع بجميع مقومات كونها لعبة كلاسيكية حديثة». كما وصرح باتريك هانكوك من مدونة دستركتويد : «لا اعرف اخر لعبة أصابتني بهذا التأثير العاطفي كما فعلت هذه اللعبة»، مع انه انتقد العديد من عناصر اللعبة التي يمكن أن تدمر التجربة لبعض اللاعبين كذلك.
استعرضت منشورات متعددة بشكل إيجابي كيفية تصوير اللعبة للقلق والاكتئاب، مع موقع حجرة ورقة بندقية كات بيلي يقارنه بتجاربها الواقعية. وفقًا لها، تمكنت اللعبة من اتخاذ الموضوعات المستخدمة بشكل مفرط فيما يتعلق بالموضوع لتخلق «ظلاماً لا يُنسى». وذكر واتس أن اللعبة «تجسد هذا الشعور [التغلب على القلق] ببراعة»، لكنها انتقدت بعض أجزاء اللعبة أيضا معتبرةً إياها «مُظلِمة للغاية».
أشاد غالبية المراجعين بكتابة اللعبة واسلوبها، وكما تم الذكر سابقاً فإنها تمت مقارنتها بألعاب مثل ايرث باوند وأندرتيل ويوم نيكي. أشادت المُراجِعَة جولي فوكوناجا كتابة لمجلة وايرد بعمق اللعبة وطريقة سرد الموضوعات النفسية، مشيرةً إلى أنه «في هذا الوسط يزدهر أوموري». وأشاد هانكوك بـ «تجاور» الموضوعات الجادة والمربكة للعبة باللحظات الغريبة، مشيرًا إلى أنه كان يفكر أحيانًا في نكات اللعبة على «أساس أسبوعي».
تتباين آراء المراجعين عن جودة القتال في اللعبة. انتقد هانكوك «الافتقار إلى العمق الاستراتيجي»، مشيرًا إلى أنه «وجد إستراتيجية نجحت وكررها بشكل أساسي إلى حد الغثيان»، وأن القتال كان «بالكاد ضروريًا». في المقابل، أشاد بيلي بقتال اللعبة «جيد التنفيذ» والأعداء «الصعبين»، مشيرًا إلى أنهم ساعدوا في تفكيك بعض الأبراج المحصنة. كما وأثنت راشيل واتس في مراجعتها على طريقة قدرات اللعبة على جعل الحفل يعطي شعور وكأنه وحدة متماسكة.
اما من الناحية الفنية فقد تلقت اللعبة اراءً ايجابية أيضًا . وأشاد واتس بالتصميم الفني للوحوش، مشيرًا إلى «أن مزيج الأساليب الفنية المختلفة يزيد من الرعب حقًا». وأشاد بيلي بتصميم «الانمي» ووصفها بأنها «مفعمة بالحيوية بشكل مدهش». كما وصرح هانكوك بالإضافة إلى انتقاده لقتالات اللعبة على أنه غالبًا ما كان يتوقعها بسبب الأسلوب الفني لللعبة، واصفا إياها بأنها «ليست أقل من الهائلة».

### الجوائز
تلقت أوموري إشادتان شرفيتان في مهرجان الألعاب المستقلة لعام 2021. كما رشحت لثلاث فئات في جوائز دريم هاك 2021، وفاز بجائزة كونه «درامي بجرأة».

## وصلات خارجية
- الموقع الرسمي